# Бромид самария(III)
Бромид самария(III) — неорганическое соединение,
соль самария и бромистоводородной кислоты 
с формулой SmBr3,
жёлтые кристаллы,
растворяется в воде,
образует кристаллогидраты.

## Получение
- Реакция металлического самария и брома:

{\displaystyle {\mathsf {2Sm+3Br_{2}\ {\xrightarrow {}}\ 2SmBr_{3}}}}

## Физические свойства
Бромид самария(III) образует жёлтые кристаллы
тетрагональной сингонии, пространственная группа A mam, параметры ячейки a = 0,906 нм, b = 1,262 нм, c = 0,403 нм, Z = 4,
структура типа трибромида плутония.
Растворяется в воде (с гидролизом).
Образует кристаллогидрат состава SmBr3•6H2O.

## Химические свойства
- Восстанавливается водородом до дибромида самария

{\displaystyle {\mathsf {2SmBr_{3}+3H_{2}\ {\xrightarrow {T}}\ 2SmBr_{2}+2HBr}}}